# Fora de Casa
Fora de Casa é uma escola de samba de Niterói.

## Segmentos

### Presidentes
| Nome               | Mandato           | Ref.  |
| ------------------ | ----------------- | ----- |
| Jorginho do Bairro | 2005 - atualidade | [ 1 ] |

### Presidentes de honra
| Nome | Mandato        | Ref. |
| ---- | -------------- | ---- |
|      | ? - atualidade |      |

### Diretores
| Ano  | Diretor de Carnaval | Diretor de harmonia | Mestre de bateria | Ref.  |
| ---- | ------------------- | ------------------- | ----------------- | ----- |
| 2015 |                     |                     |                   | [ 1 ] |
| 2017 |                     |                     |                   |       |

### Casal de Mestre-sala e Porta-bandeira
| Ano  | Nome | Ref.  |
| ---- | ---- | ----- |
| 2015 |      | [ 1 ] |
| 2017 |      |       |

### Corte de bateria
| Ano  | Rainha           | Madrinha | Ref.  |
| ---- | ---------------- | -------- | ----- |
| 2015 | Narciza de Souza |          | [ 1 ] |
| 2017 |                  |          |       |

## Carnavais
| Ano  | Colocação   | Grupo          | Enredo | Carnavalesco | Intérprete | Ref               |
| ---- | ----------- | -------------- | ------ | ------------ | ---------- | ----------------- |
| 2013 | º lugar     |                |        |              |            |                   |
| 2014 | º lugar     |                |        |              |            |                   |
| 2015 | 3º lugar    | Terceiro Grupo |        |              |            | [ 1 ] [ 2 ] [ 3 ] |
| 2016 | Vice-campeã | Terceiro Grupo |        |              |            | [ 4 ]             |
| 2017 |             |                |        |              |            |                   |